# Ergasilus urupaensis
Ergasilus urupaensis is een eenoogkreeftjessoort uit de familie van de Ergasilidae. De wetenschappelijke naam van de soort is voor het eerst geldig gepubliceerd in 1995 door Malta.